# إبراهيم العريس
إبراهيم العريس (25 فبراير 1946 - ) مخرج ومنتج ومؤلف لبناني.

## عن حياته
صحافي ومترجم وباحث وناقد سينمائي لبناني، ولد في العاصمة اللبنانية بيروت في عام 1946، عمل في مطلع حياته مساعد مخرج، كما شارك مع السيناريست الراحل عبدالحي أديب في كتابة عدد من نصوصه السينمائية، وعمل بمجال الصحافة منذ عام 1970 في صحف الدستور والبلاغ والسفير والحياة.

## الإصدارات

### المؤلفات
له عدد من الإصدارات المنشورة، منها:
| الكتاب                                                                 | التاريخ | المصدر |
| ---------------------------------------------------------------------- | ------- | ------ |
| الصورة والواقع: كتابات في السينما                                      | 1978    |        |
| رحلة في السينما العربية                                                | 1979    |        |
| الكتابة في الزمن المتغير في تجربة الصحافة الثقافية                     | 1979    |        |
| علامات الزمن                                                           | 1986    |        |
| الحلم المعلق: سينما مارون بغدادي                                       | 1994    | [ 11 ] |
| سينما الإنسان                                                          |         |        |
| لغة الذات والحداثة الدائمة                                             | 2006    | [ 12 ] |
| السينما التاريخ والعالم                                                | 2008    | [ 13 ] |
| الشاشة المرآة: قراءات في العلاقة بين السينما و المجتمع في الوطن العربي | 2008    | [ 14 ] |
| مارتن سكورسيزي سيرة سينمائية                                           | 2008    |        |
| يوسف شاهين: نظرة الطفل وقبضة المتمرد                                   | 2009    | [ 15 ] |
| الصورة الملتبسة السينما في لبنان مبدعوها وأفلامها                      | 2010    | [ 16 ] |
| من الرواية إلى الشاشة: تاريخ للأدب تحت سطوة الفن السابع ورعايته        | 2011    | [ 17 ] |
| وجوه من زمن النهضة                                                     | 2011    | [ 18 ] |
| حوارات النهضة الثانية                                                  | 2011    | [ 19 ] |
| تراث الإنسان: تاريخ السينما في 100 فيلم                                | 2014    | [ 20 ] |
| تراث الإنسان: ألف عام من الموسيقى                                      | 2014    | [ 21 ] |
| تراث الإنسان: ألف عام من الأوبرا                                       | 2014    |        |
| تراث الإنسان: ألف عام من الفن التشكيلي                                 | 2014    |        |
| تراث الإنسان: ألف عام من الفكر السياسي                                 | 2014    | [ 22 ] |
| بين الضفّتين:لحظات عربية في الثقافة الفرنسية                            | 2014    | [ 23 ] |
| السينما العربية: تاريخها ومستقبلها ودورها النهضوي (بالاشتراك مع آخرين) | 2015    | [ 24 ] |
| السينما والمجتمع في الوطن العربي القاموس النقدي للأفلام                | 2015    | [ 25 ] |
| تراث الإنسان: ألف عام من التراث                                        | 2018    |        |
| تراث الإنسان: ألف عام من الشعر                                         | 2018    |        |
| تراث الإنسان: ألف عام من المسرح                                        | 2018    |        |
| تراث الإنسان: ألف عام من الذات والآخر                                  | 2018    |        |
| تراث الإنسان: ألف عام من الفلسفة                                       | 2018    |        |
| تراث الإنسان: ألف عام من العمران                                       | 2018    |        |
| من مكة إلى كان: سينما عبد الله المحيسن                                 | 2019    | [ 26 ] |

### الترجمات
- كما ترجم أكثر من أربعين كتابًا في مختلف المجالات وعلى رأسها السينما من الفرنسية والإنجليزية والإيطالية.[27][28][29][30]

| الكتاب                                                      | المؤلف                       | التاريخ | المصدر |
| ----------------------------------------------------------- | ---------------------------- | ------- | ------ |
| الإمبريالية اليابانية                                       | جون هاليداي - غافان ماكورماك | 1974    |        |
| الفنون و الثورة: ملاحظات حول العمل الأدبي                   | بيرتولد بريخت                | 1975    |        |
| روزا لوكسمبورغ                                              | دانييل غيرين                 | 1975    |        |
| برودون                                                      | جورج غورويتش                 | 1976    |        |
| شارلي شابلن: دراسة في حياته وأعماله                         | مارسال مارتين وآخرون         | 1979    |        |
| سان سيمون                                                   | بيار أنسار                   | 1979    |        |
| التحدي العالمي (ترجمة بالاشتراك مع فيكتور سحاب)             | جان جاك سرفان شرايبر         | 1980    |        |
| نجوم السينما                                                | إدغار موران                  | 1981    |        |
| فيورباخ                                                     | هنري افرون                   | 1981    |        |
| الاقتصاد السلعي والعمل المأجور                              | روزا لوكسمبورغ               | 1982    |        |
| نهاية الأمبراطورية السوفياتية: مجد الأمم                    | هيلين كارير دانكوس           | 1991    |        |
| الخليج: مفاتيح لفهم حرب معلنة                               | آلان غريش - دومنيك فيدال     | 1991    |        |
| التسامح بين الشرق والغرب: دراسات في التعايش والقبول بالآخر  | كارل بوبر (وآخرون)           | 1992    |        |
| أخلاق السياسة                                               | ر . م . هير                  | 1993    |        |
| المقاومة بالحيلة (ترجمة بالاشتراك مع مخايل خوري)            | جيمس سكوت                    | 1995    |        |
| علم جمال السّينما                                            | هنري آجيل                    | 2005    | [ 31 ] |
| سيناريو فيلم الصمت                                          | إنغمار برغمان                | 2005    |        |
| المحاكمة                                                    | أورسون ويلز                  | 2005    |        |
| ألفريد هتشكوك                                               | نويل سيمسولو                 | 2007    |        |
| أخبرني أكاذيب الدعاية والتضليل الإعلامي في الحرب على العراق | دايفيد ميلر                  | 2007    |        |
| برتولت بريخت: حياته، أعماله، عصره                           | فردريك أوين                  | 2012    |        |
| في العنف                                                    | حنة أرندت                    | 2015    | [ 32 ] |

## السينما
ظهرت إبداعاته مع أوا أفلامه «القتلة» وكان واحدا من أكثر المخرجين جرأة آنذاك، ولمع نجمه خلال فترة ال 1964-1970 وحتى ال 1990 كان اهتمامه في القصص المثيرة والتشويق والغموض، في ذلك الوقت أخذ السينما المصرية إلى مستوى جديد. تم إشراكه في مجلس إدارة مؤسسة السينما سَنة 1969 ثم رشح لتولي منصب رئيس مجلس إدارة استوديوهات والإنتاج الرفيع والإستثمار في عام 1977. من خلال الحياة المهنية له أخرج أكثر من 50 فيلما، وكتب وأنتج غيرها الكثير.
ومن أشهرهما
- عصابة النساء 1970 - فيلم
- طريق الخطايا 1969 - فيلم
- ايدك عن مراتي 1968 - فيلم
- غرام في إستانبول 1966 - فيلم
- حسناء البادية 1964  - فيلم

## جوائز
حصل على جائزة الإنجاز الإبداعي من مهرجان الجونة السينمائي عام 2017م. وحول اختيار الناقد السينمائى إبراهيم العريس للجائزة هذا العام، قال انتشال التميمى مدير المهرجان: "يشرّفنا أن تكون جائزة الإنجاز الإبداعى من نصيب الناقد اللبنانى القدير إبراهيم العريس، الذى يُعتبر قامة سينمائية كبيرة، ساهمت في ترسيخ مكانة السينما العربية في المحافل الدولية، سواء من خلال مقالاته النقدية المتميزة، ودوره الثقافى البارز. ونحن بدورنا نتقدّم له بهذه الجائزة اعترافاً بإنجازاته الكبيرة التى خدمت صناعة السينما العربية على مدار أكثر من 50 عامًا".
أعلن مركز السينما العربية عن تقديم جائزة الإنجاز النقدي لعام 2019 للبناني إبراهيم العريس لمسيرته الثرية في النقد السينمائي في العالم العربي.

## روابط خارجيه
- صفحتة في قاعدة بيانات الأفلام العربية .[27]